# Сула (приток на Мезен)
Сула (Мезенска Сула) (на руски: Сула, Мезеньская Сула) е река в североизточната част на Архангелска област в Русия, десен приток на Мезен. Дължина 221 km. Площ на водосборния басейн 2210 km².
Река Сула води началото на 198 m н.в., от блатисти местности във възвишението Космински Камен (част от обширното Тиманското възвишение). Тече основно в югозападна посока в силно заблатени гъсти гори, през безлюдни райони, като течението ѝ е съпроводено от стотици меандри. Влива се отдясно в река Мезен, при нейния 337 km, на 50 m н.в., на 3 km северно от село Засуле, в североизточната част на Архангелска област. Основен приток Омза (64 km, ляв). Има смесено подхранване с преобладаване на снежното, с ясно изразено пълноводие през май и юни. През лятото и есента често явление са епизодичните прииждания в резултат от поройни дъждове във водосборния ѝ басейн. Среден годишен отток на 79 km от устието 13 m³/s. Заледява се през октомври, а се размразява през май. По течението ѝ няма нито едно постоянно населено място.